# Batman : Le Défi
Pour les articles homonymes, voir Batman (homonymie), Le Défi et Batman Returns (homonymie).
Cet article concerne le film. Pour la bande dessinée, voir Le Défi (Batman).
Série Batman (1989-1997)
Batman
(1989) Batman Forever
(1995)
Pour plus de détails, voir Fiche technique et Distribution.
Batman : Le Défi (Batman Returns), ou Le Retour de Batman au Québec, est un film fantastique américano-britannique réalisé par Tim Burton, sorti en 1992.
C'est la suite de Batman, sorti en 1989, basé sur le personnage de DC Comics.
Le film se déroule à Gotham City, où un couple fortuné, Tucker et Esther Cobblepot (Paul Reubens et Diane Salinger), abandonne leur enfant à la naissance en le jetant dans les égouts à cause de sa difformité. Il est recueilli et élevé par les manchots du zoo. Trente-trois ans plus tard, Oswald Cobblepot (Danny DeVito) a grandi dans les égouts et refait surface comme un criminel nommé Le Pingouin.

## Synopsis
Oswald Cobblepot kidnappe un industriel millionnaire cruel, sadique et égoïste, Max Shreck (Christopher Walken). À cause des preuves rassemblées par le Pingouin des activités criminelles des affaires de Shreck, ce dernier lui propose de le sortir des égouts et de le faire entrer dans l'élite de Gotham. Le Pingouin élabore un plan pour faire son entrée dans le monde public en se faisant passer pour un héros. Il fait kidnapper le fils du maire pour ensuite le délivrer lui-même. Malgré la popularité du Pingouin, le millionnaire Bruce Wayne, alias Batman (Michael Keaton), reste sceptique sur ce dernier. Il enquête sur le passé du Pingouin et établit un lien avec un gang de criminels, le Gang du Cirque du Triangle Rouge. Le gang a récemment fait des ravages sur Gotham, entrainant la disparition de plusieurs enfants. Il décide de défendre Gotham contre eux.
Pendant ce temps, Shreck surprend sa secrétaire Selina Kyle (Michelle Pfeiffer), dans le cadre de sa préparation pour sa rencontre avec Bruce concernant la centrale électrique de Shrek. Tout en regardant innocemment des documents, Selina accède aux fichiers protégés de Shreck et découvre des informations compromettantes, révélant le fonctionnement réel de sa future centrale électrique. Réalisant que Selina en sait trop, Shreck la pousse d'une fenêtre, la laissant pour morte sur le sol. Selina survit à la chute après avoir été ramenée à la vie par des chats de gouttière. Elle retourne à son appartement, puis elle est victime d'une crise de psychose et s'invente un personnage, Catwoman, une cambrioleuse vêtue d'un costume de chatte en vinyle cherchant à se venger de son patron. Shreck élabore alors un plan pour évincer l'actuel maire de Gotham City (Michael Murphy) et faire élire le Pingouin à sa place, afin de renforcer son contrôle sur la ville et pour finaliser son projet de centrale électrique. Le Gang du Cirque du Triangle Rouge met Gotham à feu et à sang pour créer un climat d'insécurité mauvais pour la réélection du maire.
Pendant ce temps, Bruce et Selina se rencontrent en personne et entament une relation amoureuse sans connaître la double vie de l'autre, une situation compliquée par le fait que Catwoman, le Pingouin et son gang veulent débarrasser Gotham de Batman. Ils enlèvent la princesse de glace (Cristi Conaway), une femme choisie pour allumer les lumières de l'arbre de Noël de Gotham, et ils tentent de rendre Batman responsable du crime. La princesse de glace se retrouve en équilibre sur le rebord du sommet d'un bâtiment, Batman tente de la sauver, mais en vain, le Pingouin libère de son parapluie un essaim de chauves-souris qui effrayent la princesse, qui tombe dans le vide et se tue. Lorsque Catwoman rejette ses avances, le Pingouin tente, sans succès, de la tuer. Pendant ce temps, Batman revient à la Batmobile et il constate que le Pingouin a saboté le véhicule. En effet, le Pingouin dirige la Batmobile au travers d'une télécommande dans Gotham. Il jubile car il fait commettre à la Batmobile des dégâts considérables dans toute la ville. Cependant, Batman échappe finalement au contrôle du Pingouin en détruisant le traceur électronique.
Quand Bruce expose les plans du Pingouin visant à duper Gotham, en diffusant des paroles enregistrées lors d'un meeting électoral, ruinant ainsi ses chances d'être élu, le Pingouin élabore un plan pour assassiner tous les premiers-nés masculins de Gotham en les enlevant et les noyant dans une piscine d'eau contaminée par les déchets toxiques de Shreck. Il tente de prendre personnellement le fils de Max, Charles « Chip » Shreck (Andrew Bryniarski), mais après que Max l'a supplié de le prendre à la place de son fils, le Pingouin accepte. Batman déjoue les plans du Pingouin. Après quoi celui-ci décide de lancer des missiles autour de Gotham en utilisant des manchots sous contrôle mental. Cependant, Batman réussit à bloquer la fréquence utilisée pour contrôler les animaux et lance les missiles sur la base de Cobblepot. Enfin, Batman se confronte au Pingouin. Ce dernier est battu et chute dans les eaux toxiques de sa tanière. Batman tente de persuader Catwoman de livrer Shreck à la police. Pour la convaincre, il va jusqu'à se démasquer, mais Shreck sort une arme à feu et tire sur Batman puis sur Catwoman. Cette dernière affirme qu'elle a encore six de ses neuf vies, et reste encore en vie après que Shreck lui a tiré dessus quatre fois. Finalement, Catwoman utilise un taser pour électrocuter Shreck et provoque une explosion qui tue le monstre impitoyable, mais elle disparaît. Le Pingouin émerge alors de l'eau toxique et tente de tuer Batman, mais il échoue et succombe à ses blessures. Ses manchots emmènent alors son corps dans les eaux des égouts comme tombeau.
Plus tard, Bruce est conduit dans la ville de nuit par son majordome Alfred Pennyworth (Michael Gough) et croit apercevoir l'ombre de Catwoman sur un mur. Alfred arrête la voiture, et Bruce trouve le chat de Selina, Miss Kitty et le prend avec lui. Quand le Bat-Signal illumine le ciel dans la nuit, on peut apercevoir Catwoman en premier plan, les yeux levés vers le signal.

## Fiche technique
Sauf indication contraire, les informations mentionnées dans cette section peuvent être confirmées par les bases de données cinématographiques IMDb et Allociné,  présentes dans la section « Liens externes ».
- Titre original : Batman Returns
- Titre français : Batman : Le Défi[Note 1]

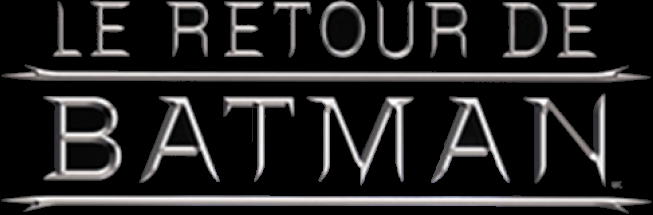
Logo québécois du film.

- Titre québécois : Le Retour de Batman[1]
- Réalisation : Tim Burton
- Scénario : Daniel Waters, d'après une histoire de Daniel Waters et Sam Hamm, d'après le personnage Batman créé par Bob Kane
- Musique : Danny Elfman
- Direction artistique : Rick Heinrichs et Tom Duffield
- Décors : Bo Welch
- Costumes : Bob Ringwood et Mary E. Vogt
- Photographie : Stefan Czapsky
- Son : Steve Maslow, Richard L. Anderson, Jeffrey J. Haboush
- Montage : Chris Lebenzon et Bob Badami
- Production : Tim Burton et Denise Di Novi
  - Production déléguée : Peter Guber, Benjamin Melniker, Jon Peters et Michael E. Uslan
  - Production associée : Ian Bryce et Holly Borradaile
  - Coproduction : Larry J. Franco
- Sociétés de production[2] :
  - États-Unis : Warner Bros.
  - Royaume-Uni : en association avec PolyGram Filmed Entertainment
- Sociétés de distribution : Warner Bros. (États-Unis, Canada, France) ; Warner Bros. Pictures (Royaume-Uni)
- Budget : 80 millions de $[3]
- Pays de production :  États-Unis,  Royaume-Uni
- Langue originale : anglais
- Format[4] : couleur (Technicolor) — 35 mm — 1,85:1 (Panavision) — son Dolby Digital / Dolby stéréo
- Genre : fantastique, aventures, action, thriller, super-héros
- Durée : 126 minutes
- Dates de sortie[5] :
  - États-Unis, Québec, Belgique : 19 juin 1992[6],[1]
  - Royaume-Uni : 10 juillet 1992
  - France : 15 juillet 1992
- Classification[7] :
  - États-Unis : accord parental recommandé, film déconseillé aux moins de 13 ans (PG-13 - Parents Strongly Cautioned)[Note 2]
  - Royaume-Uni : interdit aux moins de 12 ans (12 - Suitable for 12 years and over)[8]
  - France : tous publics[9]
  - Belgique : tous publics (Alle Leeftijden)[6]
  - Québec : tous publics - déconseillé aux jeunes enfants (G - General Rating)[1]

## Distribution
Sauf indication contraire, les informations mentionnées dans cette section peuvent être confirmées par les bases de données cinématographiques IMDb et Allociné,  présentes dans la section « Liens externes ».
- Michael Keaton (VF : Patrick Osmond / VQ : Éric Gaudry) : Bruce Wayne / Batman
- Danny DeVito (VF : Philippe Peythieu / VQ : Ronald France) : Oswald Cobblepot / Le Pingouin
- Michelle Pfeiffer (VF : Emmanuèle Bondeville / VQ : Élise Bertrand) : Selina Kyle / Catwoman
- Christopher Walken (VF : Patrick Guillemin / VQ : Hubert Gagnon) : Max Shreck
- Michael Gough (VF : Jacques Ciron / VQ : Michel Maillot) : Alfred Pennyworth
- Michael Murphy (VF : Mario Santini ; VQ : Carl Béchard) : le maire de Gotham City
- Cristi Conaway (VF : Véronique Alycia ; VQ : Katherine Adams) : Princesse de glace
- Andrew Bryniarski (VF : Serge Faliu / VQ : Daniel Picard) : Charles « Chip » Shreck
- Pat Hingle (VF : Jean-Claude Sachot / VQ : Yves Massicotte) : commissaire James Gordon
- Vincent Schiavelli (VF : Jean-Claude Sachot / VQ : Jean-Marie Moncelet) : le joueur d'orgue
- Steve Witting (VF : Daniel Lafourcade) : Josh
- Jan Hooks (VF : Véronique Augereau) : Jen
- John Strong : l'avaleur de sabres
- Rick Zumwalt (VF : Jean-Claude Sachot) : le colosse tatoué
- Anna Katarina (en) : la femme au caniche
- Gregory Scott Cummins (en) : le voyou acrobate
- Doug Jones (VF : Éric Missoffe ; VQ : Jacques Lavallée) : le clown maigre
- Branscombe Richmond : le clown terrifiant
- Paul Reubens : Tucker Cobblepot, le père d'Oswald
- Diane Salinger : Esther Cobblepot, la mère d'Oswald
- Stuart Lancaster : le médecin
- Sean Whalen (VF : Éric Missoffe) : le livreur de journaux
- Henry Kingi : l'agresseur dans la ruelle
- Lisa Coles : la ravissante idiote admiratrice
- Robert Gossett : le présentateur TV
- Steven Brill : un des habitants de Gotham City
- Felix Silla et Debbie Lee Carrington : des manchots empereurs

## Production

### Genèse du projet
Originellement, Tim Burton n'était pas d'accord pour réaliser la suite de Batman, d'autant plus que la Warner Bros. souhaitait inclure le personnage de Robin, déjà depuis le premier film. Les producteurs réussirent à le convaincre en lui donnant une totale liberté. Le scénario de Daniel Waters fut réécrit par Wesley Strick, qui supprima Robin (le personnage ne sera ainsi introduit qu'en 1995, dans Batman Forever) ainsi que le personnage de Harvey Dent qui a été remplacé par celui de Max Schreck.
De par sa liberté artistique, Tim Burton rompt totalement avec l'aspect BD du premier film, qui respectait notamment les modes vestimentaires des années 30 comme les ensembles gabardine et chapeau chez les journalistes et les gangsters, pour imposer un univers gothique plus contemporain. Aussi le manoir de Bruce Wayne a totalement changé d'apparence, se présentant plus sous la forme d'une immense maison. De même, la Batcave a plus l'aspect d'une crypte comportant même moins de technologie que dans le premier film.

### Attribution des rôles
Le premier choix de Tim Burton pour le rôle de Selina Kyle est Annette Bening mais cette dernière se découvre enceinte quelques semaines avant le début du tournage,. Le rôle est alors proposé à Michelle Pfeiffer, malgré les supplications d'une autre comédienne, Sean Young, qui ira jusqu'à se déguiser en femme-chat pour tenter de convaincre le réalisateur, en vain. Sean Young avait par ailleurs été engagée pour le rôle de Vicky Vale dans le premier film. En raison d'une blessure, elle avait été remplacée par Kim Basinger.
Marlon Brando est le premier choix de Tim Burton pour le Pingouin, alors que celui de Warner Bros. est Dustin Hoffman. Bob Hoskins, John Candy et Christopher Lloyd figurent également sur la liste des acteurs envisagés. C'est finalement Danny DeVito qui obtiendra ce rôle.

### Tournage
Le tournage a commencé dans Burbank en juin 1991. Batman : Le Défi fut le tout premier film à utiliser la technologie Dolby Digital lors de sa sortie au cinéma.
De nombreuses références bibliques sont présentes dans le film, comme la scène du berceau dans les égouts dans la scène d'introduction n'est pas sans rappeler le voyage de Moïse bébé, ou encore la tentative de meurtre des premiers-nés par le Pingouin.
Parmi les manchots que l'on peut observer au cours du film, figurent à la fois de vrais spécimens, des hommes déguisés et des animatroniques.

## Bande originale
Albums de Danny Elfman
Pure luck
(1991) Article 99
(1992)
Bandes originales de Batman
Batman
(1989) Batman Forever
(1995)
Batman Returns: Original Motion Picture Score est la bande originale du film américain, Batman : Le Défi. La bande sonore comporte un titre du groupe Siouxsie and the Banshees, écrit et composé en collaboration avec Danny Elfman. L'album s'est classé à la 61e position au Billboard 200 le 11 juillet 1992.
La bande originale est composée par Danny Elfman, qui signe ici sa 5e collaboration avec Tim Burton. On entend aussi durant le film, la chanson Face to Face de Siouxsie and the Banshees, un des groupes préférés de Tim Burton et une requête du réalisateur. Il y a aussi l'instrumental de Super Freak, écrit par Rick James et Alonzo Miller et orchestré par Bruce Fowler.
Il n'y a pas eu pour ce film, d'album Batman Returns - Various édités avec les chansons de divers artistes, comme sur la plupart des autres albums de la saga Batman.

### Liste des titres
| 1.      | Birth of a Penguin                       | 2:27 |
| 2.      | Opening Titles                           | 3:09 |
| 3.      | To the Present                           | 0:57 |
| 4.      | The Lair                                 | 4:49 |
| 5.      | Selina Kyle                              | 1:11 |
| 6.      | Selina Transforms                        | 4:16 |
| 7.      | The Cemetery                             | 2:55 |
| 8.      | Cat Suite                                | 5:42 |
| 9.      | Batman vs. the Circus                    | 2:35 |
| 10.     | The Rise…                                | 1:41 |
| 11.     | …and Fall From Grace                     | 4:08 |
| 12.     | Sore Spots                               | 2:16 |
| 13.     | Rooftops                                 | 4:19 |
| 14.     | Wild Ride                                | 3:34 |
| 15.     | The Children's Hour                      | 1:41 |
| 16.     | The Final Confrontation                  | 5:12 |
| 17.     | Penguin Army                             | 4:54 |
| 18.     | Selina's Electrocution                   | 2:40 |
| 19.     | The Finale                               | 2:19 |
| 20.     | End Credits                              | 4:42 |
| 21.     | Face to Face (Siouxsie and the Banshees) | 4:17 |
| 1:09:51 |                                          |      |

## Accueil

### Accueil critique
Bien que certains ont critiqué le fait que 
Batman : Le défi ait un côté plus sombre et plus violent qu'à l'habituel, le film a le plus souvent reçu des critiques positives.

Sur Rotten Tomatoes, le film est apprécié à 79 % pour 80 avis, avec une note moyenne de 6,73⁄10. Le consensus critique du site se lit comme suit : 

« L'atmosphère sombre du réalisateur Tim Burton, le travail de Michael Keaton en tant que héros tourmenté et la prestation de Danny DeVito dans le Pingouin, ainsi que Christopher Walken rendent la suite meilleure que le premier épisode. »

Ceux qui aimèrent furent largement enthousiastes. Ainsi, Peter Travers, de Rolling Stone, a pleinement soutenu les thèmes principaux du film, à savoir l'histoire, les personnages et le fait que « Burton utilise le plus explosif des films de divertissement de l'été pour nous ramener dans l'obscurité libératrice des rêves. »
Todd McCarthy du magazine Variety déclare quant à lui « qu'il est impossible de savoir où commencent les idées de Tim Burton et de ses collaborateurs, mais que le résultat est un univers uniforme, complètement cohérent rempli des tristes notions de la détérioration sociale, l'avidité et d'autres impulsions basiques. »
Cependant Burton dut faire face à plusieurs détracteurs en raison de ses choix personnels. Roger Ebert qualifia le film de « triste et étrange, mais pas pour autant encourageant. » Rita Kempley, du Washington Post, déclara sèchement que « pareil à un enfant hyperactif de 11 ans, Burton semblait aussi mal à l'aise avec les émotions adultes qu'incapable de se concentrer pleinement sur un portrait complet. »
Le film est une réussite financière, mais Warner Bros estime qu'il aurait pu avoir plus de succès. Des associations parentales l'ont critiqué pour sa violence et les références sexuelles inappropriées pour des enfants.
McDonald's décida d'annuler la fabrication de jouets vendus dans ses Happy Meals en raison du caractère mature du film (par exemple la grille de morpion que Catwoman griffe sur la figure d'un malfaiteur lors de sa première scène).
À quoi Burton répondit : « J'aime Batman : Le Défi plus que le premier. Le premier avait une atmosphère trop sombre, tandis que j'ai trouvé ce film beaucoup moins sombre. »
En France, Antoine de Baecque écrit dans les Cahiers du cinéma :

« Les personnages sont certes composés de bric et de broc, de références multiples, de plaisanteries, de détournements, de charades, mais ils existent, ils ont une chair qui leur est propre. […]
On l'aura compris, ce qui intéresse Tim Burton est une manière de faire naître et de faire apparaître des figures. Il s'agit là d'une construction très particulière qui privilégie l'art du portrait sur la narration linéaire, qui masque l'action derrière la rencontre des personnages. »

### Box-office
Batman : Le Défi est sorti aux États-Unis le 19 juin 1992 rapportant 45,69 millions de dollars dans 2 644 salles de cinéma lors du weekend d'ouverture. C'est le weekend d'ouverture le plus rentable de 1992 et de tous les temps à cette période. Il engrange 162 902 340 $ aux États-Unis pour 18 semaines de présence, 104 millions $ à l'étranger et une recette mondiale de 266 892 996 $. Il est le troisième film le plus rentable des États-Unis en 1992 et le sixième au niveau mondial.
| Pays ou région    | Box-office        | Date d'arrêt du box-office | Nombre de semaines |
| ----------------- | ----------------- | -------------------------- | ------------------ |
| États-Unis Canada | 162 902 340 $     | 22 octobre 1992            | 18                 |
| France            | 1 243 471 entrées | -                          | -                  |
| Total mondial     | 266 903 053 $     | -                          | -                  |

## Distinctions
Entre 1992 et 2013, le film Batman : Le Défi a été sélectionné 31 fois dans diverses catégories et a remporté 2 récompenses,.

### Années 1990
| Années | Cérémonie ou récompense                                                        | Catégorie / Récompense                   | Nommé(es) / Lauréat(es)                                                                | Résultat   |
| ------ | ------------------------------------------------------------------------------ | ---------------------------------------- | -------------------------------------------------------------------------------------- | ---------- |
| 1992   | Communauté du circuit des récompenses (Awards Circuit Community Awards (ACCA)) | Meilleure actrice dans un second rôle    | Michelle Pfeiffer                                                                      | Nomination |
| 1992   | Communauté du circuit des récompenses (Awards Circuit Community Awards (ACCA)) | Meilleurs décors                         | Bo Welch et Cheryl Carasik                                                             | Nomination |
| 1992   | Communauté du circuit des récompenses (Awards Circuit Community Awards (ACCA)) | Meilleure conception de costumes         | Bob Ringwood et Mary E. Vogt                                                           | Nomination |
| 1992   | Communauté du circuit des récompenses (Awards Circuit Community Awards (ACCA)) | Meilleur son                             | Petur Hliddal, Steve Maslow, David E. Stone, Jeffrey J. Haboush et Richard L. Anderson | Nomination |
| 1992   | Communauté du circuit des récompenses (Awards Circuit Community Awards (ACCA)) | Meilleurs effets visuels                 | John Bruno, Michael L. Fink, Craig Barron et Dennis Skotak                             | Nomination |
| 1992   | Communauté du circuit des récompenses (Awards Circuit Community Awards (ACCA)) | Meilleur maquillage et coiffure          | Ve Neill, Stan Winston et Ronnie Specter                                               | Nomination |
| 1992   | Communauté du circuit des récompenses (Awards Circuit Community Awards (ACCA)) | Meilleure musique originale              | Danny Elfman                                                                           | Nomination |
| 1993   | Académie des films de science-fiction, fantastique et d'horreur - Prix Saturn  | Prix Saturn du Meilleur maquillage       | Ve Neill et Stan Winston                                                               | Lauréat    |
| 1993   | Académie des films de science-fiction, fantastique et d'horreur - Prix Saturn  | Meilleur film fantastique                | Batman : Le Défi                                                                       | Nomination |
| 1993   | Académie des films de science-fiction, fantastique et d'horreur - Prix Saturn  | Meilleur acteur dans un second rôle      | Danny DeVito                                                                           | Nomination |
| 1993   | Académie des films de science-fiction, fantastique et d'horreur - Prix Saturn  | Meilleure réalisation                    | Tim Burton                                                                             | Nomination |
| 1993   | Académie des films de science-fiction, fantastique et d'horreur - Prix Saturn  | Meilleurs costumes                       | Bob Ringwood, Mary E. Vogt et Vin Burnham                                              | Nomination |
| 1993   | Prix Hugo                                                                      | Meilleure présentation dramatique        | Tim Burton, Daniel Waters, Bob Kane et Sam Hamm                                        | Nomination |
| 1993   | Prix Razzie                                                                    | Pire second rôle masculin                | Danny DeVito                                                                           | Nomination |
| 1993   | MTV Movie & TV Awards                                                          | Femme la plus désirable                  | Michelle Pfeiffer                                                                      | Nomination |
| 1993   | MTV Movie & TV Awards                                                          | Meilleur méchant                         | Danny DeVito                                                                           | Nomination |
| 1993   | MTV Movie & TV Awards                                                          | Meilleur baiser                          | Michael Keaton et Michelle Pfeiffer                                                    | Nomination |
| 1993   | Oscars                                                                         | Meilleurs effets visuels                 | John Bruno, Michael L. Fink, Craig Barron et Dennis Skotak                             | Nomination |
| 1993   | Oscars                                                                         | Meilleurs maquillages                    | Ve Neill, Stan Winston et Ronnie Specter                                               | Nomination |
| 1993   | Prix BMI du cinéma et de la télévision                                         | Prix BMI de la meilleure musique de film | Danny Elfman                                                                           | Lauréat    |
| 1993   | Prix du choix des enfants                                                      | Actrice de cinéma préférée               | Michelle Pfeiffer                                                                      | Nomination |
| 1993   | Récompenses des arts du cinéma et de la télévision de la British Academy       | Meilleur maquilleur                      | Ve Neill et Stan Winston                                                               | Nomination |
| 1993   | Récompenses des arts du cinéma et de la télévision de la British Academy       | Meilleurs effets spéciaux                | John Bruno, Michael L. Fink, Craig Barron et Dennis Skotak                             | Nomination |
| 1993   | Syndicat national des journalistes cinématographiques italiens                 | Meilleur réalisateur étranger            | Tim Burton                                                                             | Nomination |

### Années 2000-2010
| Années | Cérémonie ou récompense                                                       | Catégorie / Récompense                                    | Nommé(es) / Lauréat(es)                                                                             | Résultat   |
| ------ | ----------------------------------------------------------------------------- | --------------------------------------------------------- | --------------------------------------------------------------------------------------------------- | ---------- |
| 2005   | Prix Schmoes d'or (Golden Schmoes Awards)                                     | Meilleur DVD / Blu-Ray de l'année                         | Batman Anthology: 1989-1997                                                                         | Nomination |
| 2006   | Académie des films de science-fiction, fantastique et d'horreur - Prix Saturn | Meilleure collection DVD                                  | Batman: The Motion Picture Anthology (1989-1997)                                                    | Nomination |
| 2011   | Association internationale des critiques de musique de film                   | Meilleure version archivistique d'une partition existante | Danny Elfman, Neil S. Bulk, Dan Goldwasser, M.V. Gerhard, Matt Verboys, John Takis et David C. Fein | Nomination |
| 2013   | Prix 20/20 (20/20 Awards)                                                     | Meilleur design sonore                                    | Batman                                                                                              | Nomination |
| 2013   | Prix 20/20 (20/20 Awards)                                                     | Meilleure direction artistique                            | Bo Welch                                                                                            | Nomination |
| 2013   | Prix 20/20 (20/20 Awards)                                                     | Meilleurs costumes                                        | Bob Ringwood et Mary E. Vogt                                                                        | Nomination |
| 2013   | Prix 20/20 (20/20 Awards)                                                     | Meilleur maquillage                                       | Batman                                                                                              | Nomination |

## Autour du film
- Le nom du personnage interprété par Christopher Walken et son maquillage sont un hommage de Tim Burton au cinéma expressionniste allemand et à l'acteur Max Schreck, interprète de Nosferatu le vampire, vampire répandant la peste tout comme l'industriel Max Shreck répand la pollution dans les égouts et tente de manipuler leur maître, le Pingouin. D’autre part, il a presque le même nom que l'ogre éponyme du film aussi éponyme produit par DreamWorks Animation, sorti 9 ans plus tard.
- Batman: Le Défi est le tout premier film de l'histoire avec une piste Dolby Digital 5.1[26].

## Suite
Après le succès de Batman : Le Défi, Tim Burton souhaite réaliser un 3e et dernier film, mais la Warner estime que ses films étaient trop sombres alors que le studio veut accueillir un public plus large. La réalisation d'un 3e Batman est donc confiée à Joel Schumacher. Dans ce 3e film, si Burton avait eu à le réaliser, Batman aurait dû affronter deux nouveaux ennemis : L'Homme-Mystère (incarnés par Robin Williams ou Micky Dolenz d'après les rumeurs), Double-Face (Billy Dee Williams), et peut-être l'Épouvantail, (Brad Dourif, Jeremy Irons[réf. nécessaire] et Robert Englund[réf. nécessaire] étaient candidats pour le rôle), renforçant la rumeur que l'histoire se déroulerait durant la fête d'Halloween[réf. nécessaire]. Le personnage du mafieux Salvatore Maroni était supposé apparaître, joué par Al Pacino à en croire les rumeurs[réf. nécessaire]. Robin devait également être introduit dans cet épisode, incarné par Marlon Wayans, qui avait déjà à l'époque passé des essais du costume. Le nouvel amour de Bruce Wayne devait être Chase Meridian, jouée par Rene Russo.
Michael Keaton réinterpretera le personnage via le multivers dans The Flash.